# Cerrejonisuchus
Cerrejonisuchus – rodzaj krokodylomorfa z rodziny Dyrosauridae żyjącego w paleocenie na terenie Ameryki Południowej. Został opisany w 2010 roku przez Alexandra Hastingsa i współpracowników w oparciu o niemal kompletną czaszkę (UF/IGM 29) odkrytą na terenie formacji Cerrejón w północno-wschodniej Kolumbii. Odkryto również szczątki trzech innych osobników, obejmujące kości czaszki i szkieletu pozaczaszkowego. Cerrejonisuchus miał najkrótszy pysk spośród wszystkich znanych przedstawicieli Dyrosauridae – długość rostrum dorosłego osobnika stanowi 54–59% długości całej czaszki. W obu kościach szczękowych miał po jedenaście zębów, z czego osiem znajdowało się przed oczodołami, co odróżnia go od pozostałych znanych dyrozaurów. Cerrejonisuchus jest także najmniejszym przedstawicielem Dyrosauridae – szacowana długość ciała dorosłego osobnika wynosi 122–222 cm. Według analizy filogenetycznej przeprowadzonej przez Hastingsa i współpracowników Cerrejonisuchus jest taksonem siostrzanym kladu obejmującego rodzaje Arambourgisuchus, Dyrosaurus, Hyposaurus, Congosaurus, Rhabdognathus, Atlantosuchus i Guarinisuchus. Jedynymi bardziej bazalnymi przedstawicielami Dyrosauridae są afrykańskie Chenanisuchus, Sokotosuchus i Phosphatosaurus. Inna forma krótkopyska – Chenanisuchus – nie należy do najbliższych krewnych Cerrejonisuchus, co sugeruje, że krótkie pyski co najmniej dwukrotnie niezależnie ewoluowały u przedstawicieli Dyrosauridae.
Nazwa Cerrejonisuchus pochodzi od formacji Cerrejón, na terenie której odnaleziono szczątki tego krokodylomorfa, oraz greckiego słowa souchos, oznaczającego krokodyla. Nazwa gatunkowa gatunku typowego, improcerus, oznaczająca po łacinie „zdrobniały”, odnosi się do krótkiego pyska zwierzęcia oraz jego niewielkich rozmiarów.